# Jonah Sanford

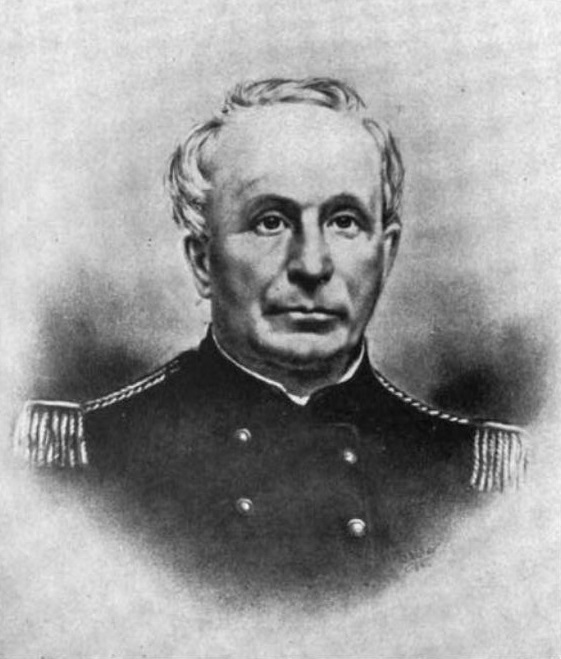
Jonah Sanford

Jonah Sanford (* 30. November 1790 in Cornwall, Vermont; † 25. Dezember 1867 in Hopkinton, New York) war ein US-amerikanischer Jurist und Politiker. In den Jahren 1830 und 1831 vertrat er den Bundesstaat New York im US-Repräsentantenhaus. Der Kongressabgeordnete Rollin B. Sanford war sein Urenkel.

## Werdegang
Jonah Sanford wurde ungefähr sieben Jahre nach dem Ende des Amerikanischen Unabhängigkeitskrieges im Addison County geboren. Er besuchte Bezirksschulen. 1811 zog er nach Hopkinton im St. Lawrence County. Während des Britisch-Amerikanischen Krieges nahm er am 11. September 1814 als Volunteer an der Schlacht bei Plattsburgh teil. Sanford wurde 1818 zum Friedensrichter ernannt – einen Posten, den er 22 Jahre lang bekleidete. Er studierte Jura. Nach dem Erhalt seiner Zulassung als Anwalt praktizierte er im Franklin County. Zwischen 1823 und 1826 war er Supervisor von Hopkinton. Sanford wurde 1827 Captain in der Volunteer Kavallerie. Man beförderte ihn 1828 zum Lieutenant Colonel, 1831 zum Colonel und zwischen 1832 und 1833 zum Brigadegeneral der Miliz von New York. Er saß in den Jahren 1829 und 1830 in der New York State Assembly.
Politisch gehörte er der Jacksonian-Fraktion an. Sanford wurde in einer Nachwahl im 20. Wahlbezirk von New York in den 21. Kongress gewählt, um dort die Vakanz zu füllen, die durch den Rücktritt von Silas Wright entstand. Er saß im US-Repräsentantenhaus vom 3. November 1830 bis zu seinem Ausscheiden am 3. März 1831.
Zwischen 1831 und 1837 war er Richter am Court of Common Pleas. Er nahm 1846 als Delegierter am Konvent zur Abänderung der Verfassung von New York teil. Nach der Gründung der Republikanischen Partei im Jahr 1856 trat er der Partei bei. Während des Bürgerkrieges hat er ein Regiment ausgehoben und war dessen Colonel. Sanford verstarb am 25. Dezember 1867 in Hopkinton und wurde dann auf dem Hopkinton Cemetery beigesetzt.